# الحوت المنقاري لهابز
الحوت المنقاري لهابز (الاسم العلمي: Mesoplodon carlhubbsi) هو نوع من الحيتانيات، يتبع جنس حيتان مركزية الأسنان.